# 6.cn
6.cn（六間房、簡体字: 六间房、繁体字: 六間房、ろくげんぼう）は、中国の動画共有サイトの1つである。
日本ではろくチャンネルなどとも呼ばれる。
世界中の動画が集められている。

## 沿革
2006年5月25日に北京で開始された。